# Hardingfele
L'hardingfele (norvegese per "violino dell'Hardanger") è uno strumento a corda usato originariamente per musica tradizionale norvegese. Nella sua conformazione moderna questo tipo strumento a corda è molto simile al violino, anche se ha otto o nove corde al posto delle quattro del violino standard, e viene realizzato con un legno più sottile. Quattro corde vengono suonate come sul violino, mentre le restanti, dette "sottocorde" o "corde di simpatia", entrano in risonanza acustica sotto l'effetto delle altre quattro.
L'hardingfele è usato prevalentemente nelle regioni sudoccidentali della Norvegia, ed in particolare nel distretto di Hardanger, mentre altrove si usa il violino comune, chiamato flatfele o vanlig fele. L'hardingfele è usato per musiche da danza, accompagnate dal ritmico battito dei piedi. È anche tradizione che un violinista guidi il corteo nuziale verso la chiesa.
Lo strumento è spesso decorato con incisioni di animali (di solito un drago o il leone dello stemma della Norvegia) o con una testa di donna scolpita come parte alta del cavigliere. A volte il bordo dello strumento è decorato con parti di osso lavorate.